# Urchfont
Urchfont es una parroquia civil situada en Wiltshire, Inglaterra (Reino Unido). Según el censo de 2021, tiene una población de 1200 habitantes.